# Time for the moon night
《Time for the moon night》(타임 포 더 문 나이트)는 대한민국의 걸 그룹 여자친구의 6번째 미니 음반이다. 타이틀 곡은 〈밤 (Time for the moon night)〉으로, 2018년 4월 30일 카카오M을 통하여 발매되었다.

## 개요
- 《RAINBOW》 이후 7개월 만에 발매하는 음반이다.
- 처음으로 이기용배가 타이틀 곡을 담당하지 않은 음반으로[1], 타이틀 곡 〈밤 (Time for the moon night)〉은 쏘스뮤직의 프로듀서인 노주환과 도로시컴퍼니(Dorothy Company) 소속 작곡가인 이원종이 작곡하였다.[2][3]
- 뮤직비디오는 고유정 감독이 담당하였다.[4]

## 발매 과정
2017년 여자친구는 《THE AWAKENING》의 타이틀 곡 〈FINGERTIP〉을 스핀오프로 하는 새로운 연작을 시작하였는데, 그 첫 곡은 8월 발매된 《PARALLEL》의 타이틀 곡 〈귀를 기울이면〉이었다. 이 연작은 9월 발매된 《RAINBOW》의 타이틀 곡 〈여름비〉로 이어졌다. 이후 본 음반의 타이틀 곡을 출발점으로 하는 새로운 연작이 시작될 것으로 예측되었다.
2018년 2월 5일 예린은 네이버 VLIVE로 진행된 ‘2018 GLOBAL VLIVE TOP 10’에서 컴백 시기에 대하여 “따뜻할 때 보자”라고 말하였다. 3월 중순 은하는 한 잡지와의 인터뷰에서 “오랜만의 컴백이라 그 자체만으로 기대”된다고 밝혔다. 4월 1일에는 YES24 라이브홀의 공식 SNS를 통하여 홀의 4월 공연 일정표가 게시되었는데, 여기에는 4월 30일 여자친구의 쇼케이스가 개최되는 것이 포함되어 있었다.
4월 13일 여자친구의 4월 컴백 계획이 공식적으로 발표되었다. 4월 16일 쏘스뮤직의 공식 SNS를 통하여 음반의 이름과 함께 컴백 스케줄표가 공개되었다. 4월 17일 달빛을 형상화한 여자친구의 새 로고가 손바닥 위에 올린 램프 안에서 빛나고 있는 모습의 티저 이미지가 공개되었다. 4월 19일 트랙리스트가, 4월 23일 〈밤 (Time for the moon night)〉의 가사가, 4월 28일 하이라이트 메들리가 공개되었다.
콘셉트 사진은 총 네 번에 걸쳐 공개되었다. 4월 18일 공개된 첫 번째 콘셉트 사진은 파란 배경 앞에 멤버들이 서 있는 모습이다. 4월 20일 공개된 두 번째 콘셉트 사진에서 여자친구는 사랑을 찾아 나선 탐정 복장을 하고 있다. 단체·개인 사진으로 이뤄진 앞선 두 차례 콘셉트 사진과 달리 개인 사진으로만 구성된 세 번째 콘셉트 사진은 4월 25일 공개되었는데, 별이 뜬 우주를 배경으로 하고 있다. 마지막 콘셉트 사진은 4월 27일 공개되었다. 뮤직비디오 티저는 4월 24일과 4월 29일 두 차례에 걸쳐 유튜브에 게시되었다.

## 수록곡
| #            | 제목                                     | 작사         | 작곡                              | 편곡  | 재생 시간 |
| ------------ | ---------------------------------------- | ------------ | --------------------------------- | ----- | --------- |
| 1.           | 〈INTRO〉 (Daytime)                      |              | 노주환                            | 1:00  |           |
| 2.           | 〈밤〉 (Time for the moon night)         | 노주환       | 노주환, 이원종                    | 3:47  |           |
| 3.           | 〈Love Bug〉                             | 서지음       | David Amber, Andy Love, 라이언 전 | 3:42  |           |
| 4.           | 〈휘리휘리〉 (Flower Garden)             | 미오         | 미오                              | 3:15  |           |
| 5.           | 〈틱틱〉 (Tik Tik)                       | 이기, 용배   | 이기, 용배                        | 2:59  |           |
| 6.           | 〈Bye〉                                  | 노주환       | 노주환, 김예일, Sophia Pae        | 4:54  |           |
| 7.           | 〈별〉 (You are my star)                 | 이신성       | ZigZagNote                        | 3:15  |           |
| 8.           | 〈밤 (Time for the moon night)〉 (Inst.) |              | 노주환, 이원종                    | 3:47  |           |
| 총 재생 시간 | 총 재생 시간                             | 총 재생 시간 | 총 재생 시간                      | 26:39 |           |

## 차트
| 차트 (2018)                 | 최고 순위 |
| --------------------------- | --------- |
| 대한민국 (가온 차트 ‘주간’) | 1         |
| 대한민국 (가온 차트 ‘월간’) | 4         |